# Alexandra Park
Alexandra Park (* 14. května 1989, Sydney, Austrálie) je australská herečka, která se nejvíce proslavila rolí Claudie Hammond v australské telenovele Home and Away. Aktuálně hraje v seriálu stanice E! Královská rodina princeznu Eleanor.

## Kariéra
Od roku 2009 do roku 2013 hrála roli Claudie Hammond v telenovele Home and Away. Během natáčení si stihla zahrát v jedné epizodě seriálu Packed to the Rafters v roce 2011 a roli Jodie v seriálu Wonderland v roce 2013. V roce 2011 byla obsazena do role Veronicy v australském seriálu The Elephant Princess.
V září 2013 bylo oznámeno, že si zahraje roli princezny Eleanor v připravovaném seriálu stanice E! Královská rodina.

## Filmografie
| Rok     | Název                 | Role                             | Poznámky                |
| ------- | --------------------- | -------------------------------- | ----------------------- |
| 2009–13 | Home and Away         | Claudia Hammond / Robyn Sullivan | 30 epizod               |
| 2011    | The Elephant Princess | Veronica                         | 23 epizod               |
|         | Packet to the Rafters | Courtney                         | Epizoda: Risky Business |
| 2012    | Arc                   | Sienna                           | krátký film             |
| 2013    | Wonderland            | Jodie                            | Epizoda: Comfort Zone   |
| 2015    | Královská rodina      | Princezna Eleanor                | Hlavní role             |